# Jean Bilhères de Lagraulas

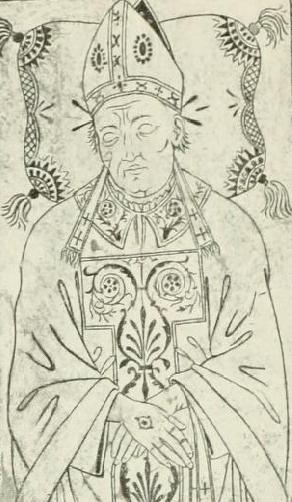
Grabmal von Kardinal Bilhères de Lagraulas in Alt-St. Peter zu Rom (Zeichnung)

Jean Bilhères de Lagraulas OSB  (Ebenfalls Jean de Villiers de La Groslaye; * 1434/1439 in Gascogne; † 6. August 1499 in Rom) war ein französischer Geistlicher, Kardinal und Botschafter Frankreichs unter Ludwig XI. und Karl VIII. Er ist auch bekannt unter dem Namen Kardinal von Saint-Denis.

## Leben und Wirken

Wappenschild des Kardinals

Jean Bilhères de Lagraulas trat in das Benediktinerkloster Condom ein und studierte Theologie. Seit 1468 war er Abt des Klosters St.-Michel de Pessan in der Diözese Auch, bis er 1473 durch Papst Sixtus IV. zum Bischof von Lombez ernannt wurde. Außerdem wurde er kurz darauf Abt der Abtei Saint-Denis in Paris.
König Ludwig XI. entsandte ihn nach dem Tod des Grafen Jean V. von Armagnac in einer diplomatischen Mission nach Armagnac und anschließend als Botschafter nach Spanien.
Später war Bilhères de Lagraulas unter König Karl VIII. Botschafter in Deutschland und am päpstlichen Hof in Rom.
1493 wurde er von Papst Alexander VI. zum Kardinal kreiert.
Er beauftragte Michelangelo Buonarroti, für seine Grabkapelle Santa Petronilla in der alten Basilika von St. Peter die berühmte Pietà anzufertigen.